# Palais Royal-Musée du Louvre
Palais Royal-Musée du Louvre è una stazione delle linee 1 e 7 della Metropolitana di Parigi.

## La stazione
Prende il nome dal vicino Palais-Royal e dal Louvre. Fino agli anni novanta il suo nome è stato Palais Royal; è stata ridenominata quando è stato costruito un nuovo accesso alla stazione dalla parte sotterranea del museo del Louvre ristrutturato.
L'ingresso su place Colette , noto come il "Kiosque des noctambules" (in italiano: chiosco dei nottambuli), è stato ridisegnato da Jean-Michel Othoniel ed è stato completato nell'ottobre 2000 per il centenario della metropolitana. Le due cupole del "Chiosco dei nottambuli", una che rappresenta il giorno, l'altra la notte, fatte in vetro colorato e sostenute da una struttura di alluminio, rendono la stazione un'opera originale nell'ambiente molto tradizionale di Place Colette.

## Galleria d'immagini

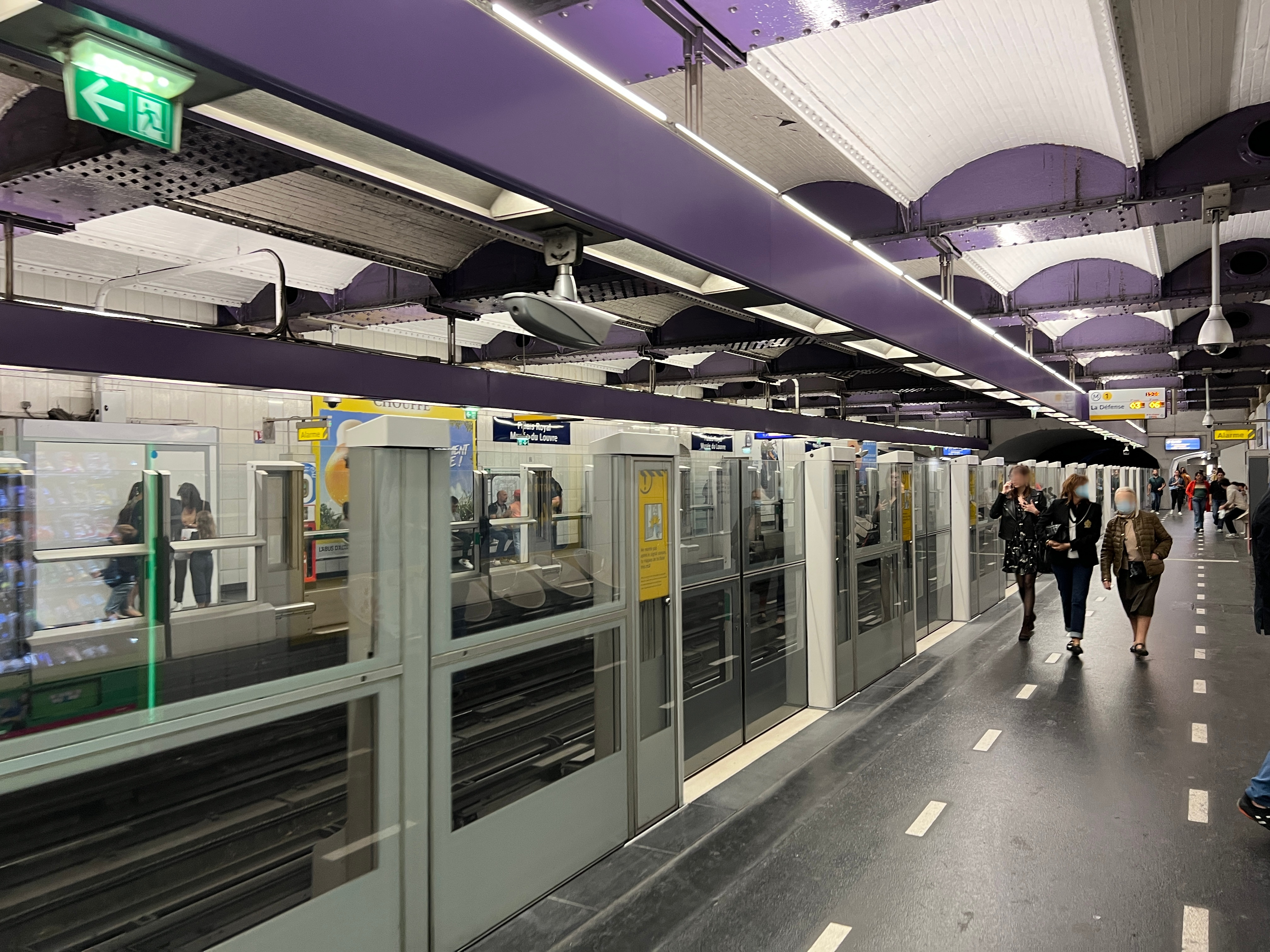
Il piano banchine della linea 1
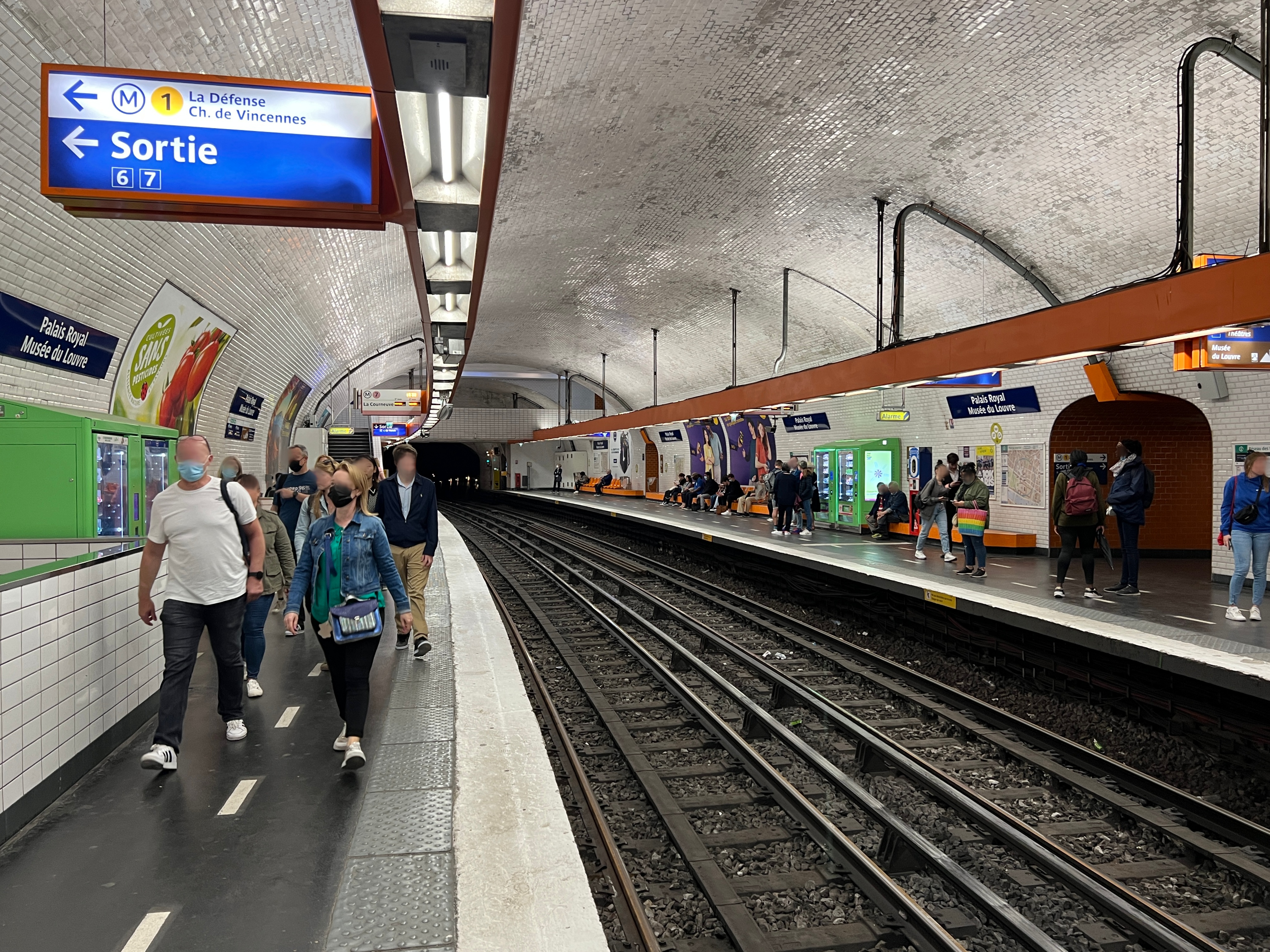
Il piano banchine della linea 7
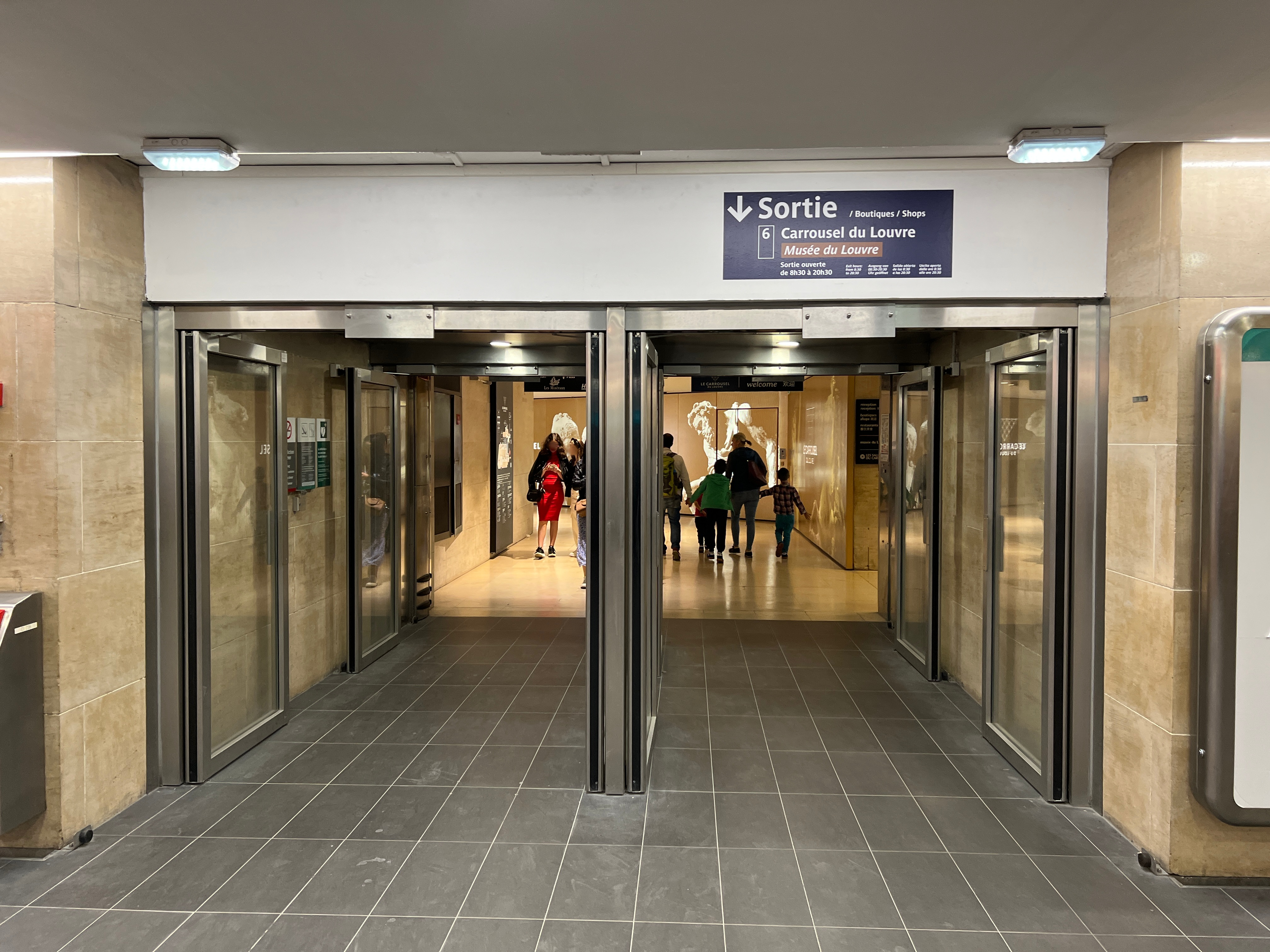
L'ingresso dal Museo del Louvre